# Adansonia madagascariensis
Adansonia madagascariensis är en malvaväxtart som beskrevs av Henri Ernest Baillon. Adansonia madagascariensis ingår i släktet Adansonia och familjen malvaväxter. Inga underarter finns listade i Catalogue of Life.

## Bildgalleri

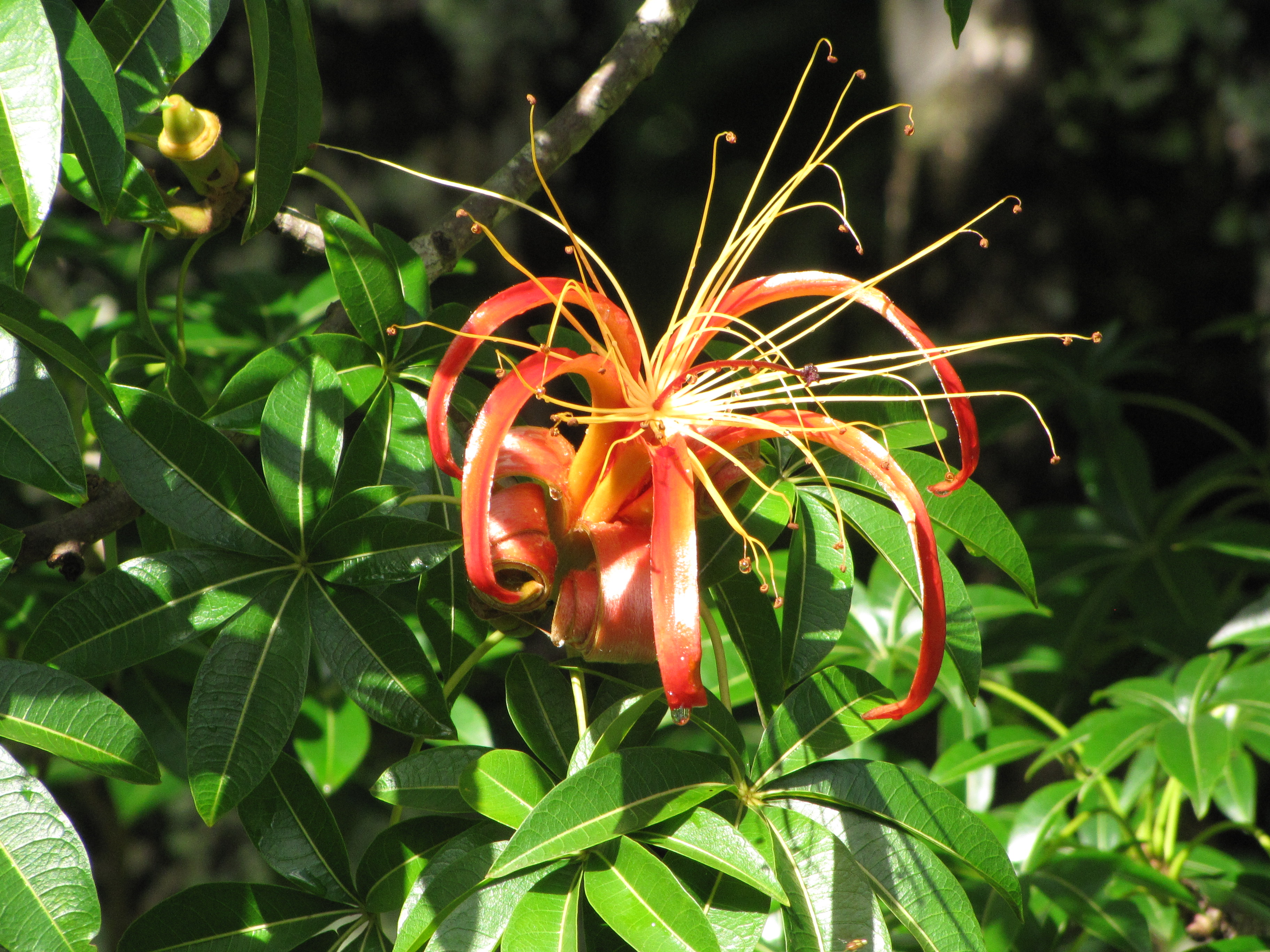